# Pterolophia parvula
Pterolophia parvula là một loài bọ cánh cứng trong họ Cerambycidae.